# Влар, Рон
Рон Пе́тер Влар (нидерл. Ron Peter Vlaar; род. 16 февраля 1985[…], Хенсбрук, Северная Голландия) — нидерландский футболист, игравший на позиции центрального защитника. Выступал за сборную Нидерландов.

## Ранние годы
Влар родился в спортивной семье: его отец играл в футбол, мать — в гандбол, две его младшие сестры тоже занимаются спортом: одна — гимнастикой, другая — волейболом.
В возрасте шести лет Влар начал тренироваться в местном футбольном клубе «Аполло’68». В одиннадцать он перешёл в детскую команду СВВ’27 из Херхюговарда. Через год его заметили скауты из АЗ и пригласили в свою юношескую академию. В 2002 году Влар подписал с АЗ свой первый профессиональный контракт на пять лет.

## Клубная карьера

### АЗ
В сезоне 2004/05 двадцатилетний Влар дебютировал за основной состав АЗ. Из-за травм и дисквалификаций команда лишилась необходимых игроков, и тренер выпустил Влара в паре с опытным Барри Опдамом в гостевом матче против «Валвейка» 23 апреля 2005 года. Через пять дней Влар принял участие в полуфинальной игре на Кубок УЕФА против лиссабонского «Спортинга».
Несмотря на довольно успешный дебют и хорошее впечатление, в следующем сезоне тренер АЗ Луи ван Гал отдавал предпочтение более опытным игрокам, и Влар появился на поле всего в пяти играх, в четырёх из них выходил на замену. Из-за разногласий с ван Галом Влар отказался подписывать новый, улучшенный контракт с АЗ, так как тренер заявлял, что будет выпускать его только в чрезвычайных ситуациях, и не гарантировал места в основном составе. Влар вёл переговоры с «Аяксом», «Тоттенхэмом», но в итоге перешёл в «Фейеноорд».

### «Фейеноорд»
28 декабря 2005 года Влар подписал с «Фейеноордом» контракт на три с половиной года. В новой команде новичок сразу стал игроком основного состава. Он дебютировал 15 января 2006 года в матче против «Витесса» и до конца сезона принял участие в 16 играх.
Начало следующего сезона складывалось неудачно, Влар получил травму в предсезонном матче против «Рединга» и вынужден был пропустить всю первую половину сезона. Восстановившись, он быстро вернул себе место в основном составе и 17 декабря 2006 года в матче с «Утрехтом» забил свой первый гол в лиге.
Перед началом сезона 2007/08 в «Фейеноорд» вернулся тренер Берт ван Марвейк, а напарником Влара в центре обороны стал опытный Кевин Хофланд. Однако многообещающий сезон оказывался испорчен тяжёлой травмой, которую Влар получил 17 сентября 2007 года в матче с «Родой». Футболисту потребовалась операция на левом колене, из-за чего он почти весь сезон вынужден был пропустить, однако «Фейеноорд» решил продлить его контракт до 2012 года.
С началом сезона 2009/10 Влар вернулся в основной состав. Он принял участие в 25 играх чемпионата и забил в них два гола. В 2011 году контракт игрока был продлён до 2014 года.

### «Астон Вилла»
27 июля 2012 года Рон Влар подписал трёхлетний контракт с бирмингемской «Астон Виллой».

### АЗ
В декабре 2015 года вернулся в АЗ.
10 февраля 2021 года объявил о завершении игровой карьеры.

## Карьера в сборной
Международную карьеру Влар начал в 2005 году, когда принял участие в чемпионате мира среди молодёжных (до 20 лет) команд, проходившем в Голландии. Команда в четвертьфинале уступила по пенальти сборной Нигерии (9—10). На этом чемпионате Влар забил один гол. В 2006 году Влар вместе с молодёжной (до 21 года) командой выиграл чемпионат Европы среди молодёжных команд. В 2007 году он с командой до 20 лет стал победителем чемпионата Европы среди молодёжных команд.
В сборной Нидерландов, возглавляемой Марко ван Бастеном, Влар дебютировал 8 октября 2005 года в гостевом матче против сборной Чехии. Влар был включен в расширенный список игроков, проходивших подготовку к чемпионату мира в ЮАР, но из-за тяжёлой травмы тренер сборной Берт ван Марвейк не давал игроку полной нагрузки, ожидая, что Влар постепенно наберет форму. Влар был включен в предварительную заявку, но в число двадцати трёх игроков, поехавших на чемпионат мира, так и не попал. Свой первый гол за сборную Рон забил в ворота сборной Северной Ирландии 1 июня 2012 года.

## Статистика

### Матчи Влара за сборную Нидерландов
| Матчи Влара за сборную Нидерландов | Матчи Влара за сборную Нидерландов | Матчи Влара за сборную Нидерландов | Матчи Влара за сборную Нидерландов | Матчи Влара за сборную Нидерландов | Матчи Влара за сборную Нидерландов |
| ---------------------------------- | ---------------------------------- | ---------------------------------- | ---------------------------------- | ---------------------------------- | ---------------------------------- |
| №                                  | Дата                               | Соперник                           | Счёт                               | Голы Влара                         | Соревнование                       |
| 1                                  | 8 октября 2005                     | Чехия                              | 2:0                                | —                                  | Чемпионат мира 2006 (отбор)        |
| 2                                  | 12 ноября 2005                     | Италия                             | 1:3                                | —                                  | Товарищеский матч                  |
| 3                                  | 3 марта 2010                       | США                                | 2:1                                | —                                  | Товарищеский матч                  |
| 4                                  | 11 августа 2010                    | Украина                            | 1:1                                | —                                  | Товарищеский матч                  |
| 5                                  | 29 февраля 2012                    | Англия                             | 3:2                                | —                                  | Товарищеский матч                  |
| 6                                  | 30 мая 2012                        | Словакия                           | 2:0                                | —                                  | Товарищеский матч                  |
| 7                                  | 2 июня 2012                        | Северная Ирландия                  | 6:0                                | 1                                  | Товарищеский матч                  |
| 8                                  | 9 июня 2012                        | Дания                              | 0:1                                | —                                  | Чемпионат Европы 2012              |
| 9                                  | 17 июня 2012                       | Португалия                         | 1:2                                | —                                  | Чемпионат Европы 2012              |
| 10                                 | 7 сентября 2012                    | Турция                             | 2:0                                | —                                  | Чемпионат мира 2014 (отбор)        |
| 11                                 | 11 сентября 2012                   | Венгрия                            | 4:1                                | —                                  | Чемпионат мира 2014 (отбор)        |
| 12                                 | 12 октября 2012                    | Андорра                            | 3:0                                | —                                  | Чемпионат мира 2014 (отбор)        |
| 13                                 | 16 октября 2012                    | Румыния                            | 4:1                                | —                                  | Чемпионат мира 2014 (отбор)        |
| 14                                 | 14 ноября 2012                     | Германия                           | 0:0                                | —                                  | Товарищеский матч                  |
| 15                                 | 7 июня 2013                        | Индонезия                          | 3:0                                | —                                  | Товарищеский матч                  |
| 16                                 | 11 июня 2013                       | Китай                              | 2:0                                | —                                  | Товарищеский матч                  |
| 17                                 | 10 сентября 2013                   | Андорра                            | 2:0                                | —                                  | Чемпионат мира 2014 (отбор)        |
| 18                                 | 11 октября 2013                    | Венгрия                            | 8:1                                | —                                  | Чемпионат мира 2014 (отбор)        |
| 19                                 | 15 октября 2013                    | Турция                             | 2:0                                | —                                  | Чемпионат мира 2014 (отбор)        |
| 20                                 | 16 ноября 2013                     | Япония                             | 2:2                                | —                                  | Товарищеский матч                  |
| 21                                 | 19 ноября 2013                     | Колумбия                           | 0:0                                | —                                  | Товарищеский матч                  |
| 22                                 | 5 марта 2014                       | Франция                            | 0:2                                | —                                  | Товарищеский матч                  |
| 23                                 | 31 мая 2014                        | Гана                               | 1:0                                | —                                  | Товарищеский матч                  |
| 24                                 | 4 июня 2014                        | Уэльс                              | 2:0                                | —                                  | Товарищеский матч                  |
| 25                                 | 13 июня 2014                       | Испания                            | 5:1                                | —                                  | Чемпионат мира 2014                |
| 26                                 | 18 июня 2014                       | Австралия                          | 3:2                                | —                                  | Чемпионат мира 2014                |
| 27                                 | 23 июня 2014                       | Чили                               | 2:0                                | —                                  | Чемпионат мира 2014                |
| 28                                 | 29 июня 2014                       | Мексика                            | 2:1                                | —                                  | Чемпионат мира 2014                |
| 29                                 | 5 июля 2014                        | Коста-Рика                         | 0:0 (4:3 пен.)                     | —                                  | Чемпионат мира 2014                |
| 30                                 | 9 июля 2014                        | Аргентина                          | 0:0 (2:4 пен.)                     | —                                  | Чемпионат мира 2014                |
| 31                                 | 12 июля 2014                       | Бразилия                           | 3:0                                | —                                  | Чемпионат мира 2014                |
| 32                                 | 12 ноября 2014                     | Мексика                            | 2:3                                | —                                  | Товарищеский матч                  |

Итого: 32 матча / 1 гол; 21 победа, 4 ничьи, 7 поражений.

## Достижения
«Фейеноорд»
- Обладатель Кубка Нидерландов: 2007/08

Сборная Нидерландов
- Чемпион Европы среди молодёжных команд: 2006, 2007
- Бронзовый призёр чемпионата мира 2014